# Gala nue regardant la mer qui à 18 mètres laisse apparaître le président Lincoln
Gala nue regardant la mer qui à 18 mètres laisse apparaître le président Lincoln est un tableau réalisé par le peintre espagnol Salvador Dalí vers 1975. Cette huile et photographie sur panneau de bois représente Gala Dalí nue de dos dans une composition qui à distance laisse apparaître un grand portrait d'Abraham Lincoln. Elle est conservée à la Fondation Gala-Salvador Dalí, à Figueras. Une version ultérieure sur toile et de plus petit format se trouve au Salvador Dali Museum, à St. Petersburg, en Floride.